# غابينو زافالا
غابينو زافالا (بالإنجليزية: Gabino Zavala)‏ هو كاهن كاثوليكي أمريكي، ولد في 7 سبتمبر 1951 في تيخوانا في المكسيك.